# كيني رايت (لاعب كرة قدم أمريكية)
كيني رايت (بالإنجليزية: Kenny Wright)‏ هو لاعب كرة قدم أمريكية أمريكي، ولد في 14 سبتمبر 1977 في روستون في الولايات المتحدة.

## وصلات خارجية
- كيني رايت على موقع مرجع كرة القدم المحترفة.كوم (الإنجليزية)